# Reforma judicial mexicana de 2024

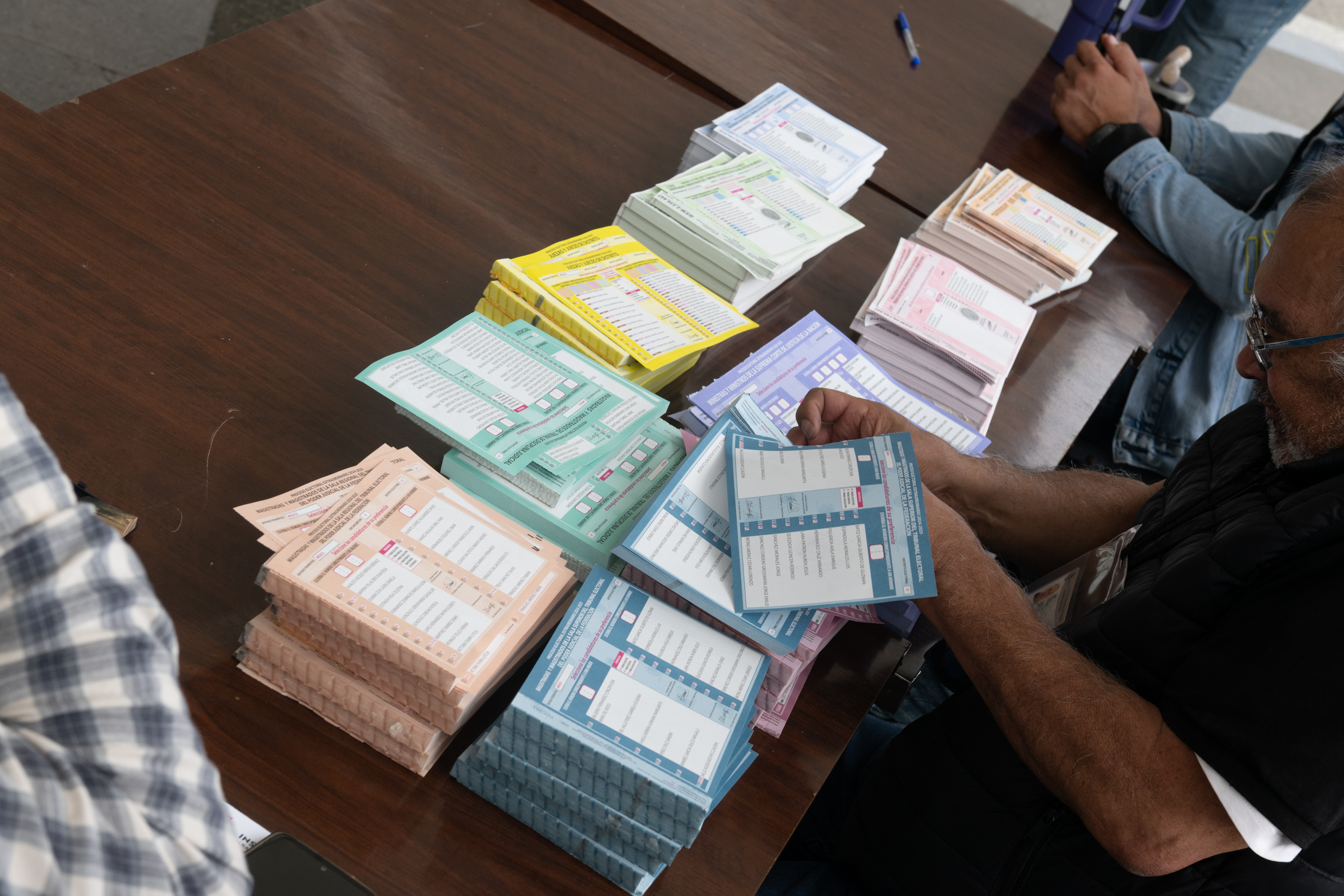
Boletas para la elección del poder Judicial de 2025.

La reforma judicial mexicana de 2024 son una serie de modificaciones constitucionales que restructuraron el poder judicial de México. La propuesta fue planteada por el presidente Andrés Manuel López Obrador el 5 de febrero de 2024, y se publicó el 15 de septiembre del mismo año. Con esta reforma, México se convirtió en el primer país del mundo con la posibilidad de elegir por voto popular a sus jueces.

## Antecedentes
Durante el año 2023 la agenda legislativa estuvo marcada por un continuo enfrentamiento, no entre el poder legislativo y el ejecutivo, sino entre este último y la cabeza del poder judicial, la Suprema Corte de Justicia de la Nación; en un fenómeno inédito en las relaciones de los poderes, sería la corte quien invalidó y dio marcha atrás a cuatro reformas legales y constitucionales aprobadas por el Congreso de la Unión y previamente propuestas por el primer mandatario. El 18 de abril anuló los cambios legislativos que formalizaban el vínculo de la Guardia Nacional con la Secretaría de la Defensa Nacional; el 19 de mayo invalidó el decreto presidencial que confería la calidad de «asunto de seguridad nacional» a las obras públicas insignia del sexenio (refinería, tren, aeropuerto, etcétera); el 23 de junio declaró nulos los cambios a la legislación electoral para restructurar las funciones del INE, limitar la burocracia de este, eliminar el gasto excesivo del órgano y los partidos, prohibir la transferencia de votos a partidos minoritarios en una coalición para evitar la conservación perpetua de su registro, modificar el criterio del INE y el TRIFE para sancionar o limitar las expresiones de funcionarios que se consideraban propaganda, entre otras medidas; y el 6 de diciembre nulificó el decreto que extinguía los fideicomisos de la Corte, esto a pesar de que dicho recursos, se proponía, fueran transferidos a un fondo para la recuperación de Guerrero luego del paso del huracán Otis.
La controversia giró en torno a las acusaciones mutuas de ambos poderes, en el caso de la Corte acusaba constantemente «fallas en el proceso legislativo que vulneran la constitución», en tanto el presidente de la república planteaba la «violación a la separación de poderes», dado que la corte imponía una parálisis legislativa.
El 5 de febrero de 2024 el entonces presidente Andrés Manuel López Obrador presentó su último paquete de reformas constitucionales, una de las mayor relevancia era la del Poder Judicial (PJF), y por ello una de las que generó mayor controversia y expectación en la sociedad. La propuesta presentada por el grupo parlamentario de la entonces coalición oficialista Juntos Hacemos Historia, partía de la tesis que señalaba como responsable de los altos índices de impunidad, corrupción y opacidad del Poder Judicial, a la falta de independencia de todos los órganos integrantes, en virtud que todos ellos formaban una estructura vertical de designaciones y nombramientos surgidos de los acuerdos políticos, cuya relación limitaba o condicionaba su actuar.
El planteamiento de solución era implementar un formato de elección popular para todos los cargos titulares del PJF, específicamente Ministros, Magistrados y Jueces federales. Históricamente la elección popular de miembros del PJF ya estuvo contenido en la Constitución de 1857, aunque de manera indirecta por medio de un colegio electoral, el método estuvo vigente hasta la década de 1880. Este fue el eje fundamental de la iniciativa, ya que la pretensión era una reestructura orgánica de este Poder de la Unión, y no una reformulación del sistema judicial mexicano. 
Los otros dos ejes fueron la separación en dos nuevos órganos de las funciones administrativa y disciplinaria del Consejo de la Judicatura Federal, esto para facilitar su desempeño, pero esencialmente para ampliar las facultades de entes autónomos, capaces de regular, vigilar, evaluar y en su caso sancionar el desempeño del PJF, esto como una manera de abatir los índices de impunidad, pues las instituciones serían capaces de mandatar los tiempos y formas para la resolución inmediata y efectiva de cualquier caso judicial; lo anterior llevaría al cumplimiento del último eje, pues socializar el acceso en general al aparato de justicia, con dos entes rectores y la elección de sus titulares, incentivaría el cumplimiento de los preceptos de «justicia pronta y expedita» y «estado de derecho». 
El resto de la propuesta incluía delimitar la función revisora o de impugnación de la Suprema Corte en normas generales, cuando de por medio se encuentra el interés popular; este tema era parte de la controversia en la relación de los tres poderes durante el sexenio 2018-24, por lo que se buscaba que la Corte no pueda limitar la acción deliberativa del Congreso de la Unión, únicamente por fallas coyunturales del proceso legislativo, ya que esto mermaba su facultad exclusiva de legislar sobre asuntos del estado mexicano; de esta manera las acciones de inconstitucionalidad y las controversias constitucionales, ya no significarán el inmediato cese de la aplicación de normas en las que estén involucradas políticas sociales. Finalmente la iniciativa también incluiría la institucionalización de la «austeridad republicana» en el Poder Judicial; y la creación de un régimen transitorio entre los titulares e instituciones vigentes y sus sustitutos.

## Integración de la propuesta

### Composición y funcionamiento de la Suprema Corte de Justicia de la Nación
En el caso del máximo tribunal, la propuesta no modificaba su independencia como uno de los tres Poderes de la Unión, ni sus facultades constitucionales, únicamente su integración numérica, el método para acceder como miembro de ella y la estructura orgánica con la que habría de operar.
- El número de ministros se reduce de once a nueve.
- El periodo de ejercicio como ministro pasó de quince a doce años.
- La Corte solo operará en sesiones públicas y en pleno (la reunión de sus nueve miembros), por lo que desaparecen las dos salas en las que, diez de los once ministros (el ministro presidente no integraba ninguna), se dividían la labor jurisdiccional, integrandolas en cinco miembros cada una.

### Sustitución del Consejo de la Judicatura Federal por dos nuevos órganos
Las dos principales funciones del Consejo de la Judicatura Federal (administración y vigilancia) en el Poder Judicial, fueron redistribuidas de manera separada, a la vez de ser ampliadas, en dos nuevas instituciones.
- Órgano de Administración Judicial: Tendrá a su cargo la administración y seguimiento de la carrera judicial dentro de los componentes del Poder, con excepción de la Suprema Corte y el Tribunal Electoral. Además, debe velar en todo momento por la autonomía de los órganos del Poder Judicial de la Federación y por la independencia e imparcialidad de sus miembros.
- Tribunal de Disciplina Judicial: Tendrá a su cargo la investigación y resolución de los procedimientos de responsabilidades administrativas de los servidores públicos que desempeñan funciones jurídicas en el Poder Judicial, así como la resolución de los recursos de revisión en los procedimientos administrativos del personal tratándose de faltas graves; es de igual manera encargado de la evaluación y seguimiento del desempeño de las Magistrados y Jueces de todos los organismos y, el encargado de resolver los conflictos entre el Poder Judicial de la Federación y sus integrantes.

### Elección popular de los titulares de los órganos judiciales
Después de 143 años (1882) se implementa la elección popular del cargo de «Ministro de la Suprema Corte de Justicia de la Nación»; a diferencia de la constitución de 1857, en esta ocasión de manera directa y universal (en aquella época intervenía un colegio electoral). Y por primera vez en la historia se procederá con la elección popular de los Magistrados integrantes del Tribunal Electoral del Poder Judicial de la Federación, de los Tribunales Colegiados de Apelación, los Tribunales Colegiados de Circuito, los Plenos regionales y del nuevo Tribunal de Disciplina Judicial; también de forma inédita se elegirá por voto popular a los Jueces federales de distrito; todos los cargos estarán sujetos a las mismas normas y procesos electorales dictados por el Instituto Nacional Electoral, y el propio Tribunal Electoral, para las elecciones de los otros dos poderes federales.
- Ministros: Por doce años sin opción a reelección. Las candidaturas son definidas por un proceso de selección en el que participan los tres poderes de la unión, quienes a través de comités de evaluación deciden los perfiles que estarán en las boletas electorales. El financiamiento de las candidaturas es proporcionado directamente por la autoridad electoral; los partidos políticos tienen prohibido intervenir de cualquier forma.
- Magistrados: Por nueve años con opción a una reelección.
- Jueces de distrito: Por nueve años con opción a una reelección; su elección está circunscrita únicamente al «Circuito judicial» (zona geográfica de su jurisdicción) que integra. Es decir, solo los habitantes de su área podrán votar en ella.

### Otras modificaciones
La propuesta incluyó disposiciones menores para adecuar las facultades y prerrogativas constitucionales de los órganos judiciales.
- Establecer plazos mínimos de resolución para cualquier caso judicial; el incumplimiento de ellos derivará en una intervención directa del Tribunal de Disciplina Judicial para evaluar el desempeño del órgano responsable, revisar el proceso judicial y las razones del retraso, así como emitir medidas para la rápida resolución, en caso de que la falta sea imputable al titular del órgano responsable.
- Incluir en la nueva legislación el debido cumplimiento al, ya vigente, artículo 127 constitucional; sobre limitar los salarios de todo servidor público de los tres poderes y los tres niveles de gobierno, a una cifra menor al salario del presidente de la república.
- Garantizar la facultad exclusiva deliberativa y legislativa del Congreso de la Unión, limitando la capacidad del poder judicial para emitir amparos que suspendan, de manera inmediata y absoluta, la aplicación de normas generales, cuando de por medio se encuentran políticas sociales.
- Establecer la política de «austeridad republicana» en el desempeño de los órganos judiciales.
- Fijar los tiempos y procesos para que las entidades federativas adapten sus constituciones y leyes a esta reforma federal.
- Implementar un régimen transitorio para que la Suprema Corte y el Consejo de la Judicatura sigan operando con la normas antes vigentes, en tanto toman posesión los titulares electos en la elección judicial.

## Proceso de aprobación

### Congreso de la Unión
El 4 de septiembre de 2024, la reforma fue aprobada por la Cámara de Diputados en lo general y en lo particular, pasando al Senado.
En la medianoche del 11 de septiembre de 2024, el Senado aprobó la reforma judicial con 86 votos a favor. La aprobación generó diversas reacciones, con celebraciones por parte de los simpatizantes y miembros del gobierno, y preocupaciones entre los opositores, quienes temen que la reforma afecte sus derechos.

#### Toma del Senado de la República
Una toma del Senado de México que se produjo el 10 de septiembre de 2024, cuando partidarios de la oposición contra la reforma judicial irrumpieron en el pleno de la sede del Senado, violando la seguridad y ocupando partes del edificio durante unas horas. El suceso interrumpió una sesión conjunta para dar lectura a los puntos de la reforma judicial y certificarla.

### Congresos locales
Tras ser aprobada por la LXVI Legislatura, la reforma fue enviada a las legislaturas estatales para su consideración. Se requiere que la mayoría de los estados ratifiquen el paquete de reformas para que sus modificaciones constitucionales entren en vigor.
Apenas horas después de su aprobación en el Senado, Oaxaca se convirtió en el primer estado en donde se ratificó y por unanimidad, Querétaro fue el primer estado en donde se votó en contra de la reforma. En varios estados también hubo manifestaciones afuera de las sedes legislativas, en Yucatán la sesión del congreso fue aplazada debido a que un grupo de manifestantes ingresaron al recinto. El 12 de septiembre al menos 17 congresos estatales, los necesarios para la ratificación, aprobaron la enmienda.
| Congreso            | Fecha            | Decisión   |
| ------------------- | ---------------- | ---------- |
| Oaxaca              | 11 de septiembre | Ratificada |
| Tabasco             | 11 de septiembre | Ratificada |
| Quintana Roo        | 11 de septiembre | Ratificada |
| Veracruz            | 11 de septiembre | Ratificada |
| Querétaro           | 11 de septiembre | Rechazada  |
| Baja California Sur | 11 de septiembre | Ratificada |
| Nayarit             | 11 de septiembre | Ratificada |
| Colima              | 11 de septiembre | Ratificada |
| Yucatán             | 11 de septiembre | Ratificada |
| Morelos             | 11 de septiembre | Ratificada |
| Durango             | 11 de septiembre | Ratificada |
| Baja California     | 11 de septiembre | Ratificada |
| Tlaxcala            | 11 de septiembre | Ratificada |
| Puebla              | 11 de septiembre | Ratificada |
| Campeche            | 11 de septiembre | Ratificada |
| Sinaloa             | 11 de septiembre | Ratificada |
| Guerrero            | 12 de septiembre | Ratificada |
| Zacatecas           | 12 de septiembre | Ratificada |
| Tamaulipas          | 12 de septiembre | Ratificada |
| Estado de México    | 12 de septiembre | Ratificada |
| Sonora              | 12 de septiembre | Ratificada |
| Ciudad de México    | 12 de septiembre | Ratificada |
| Jalisco             | 13 de septiembre | Rechazada  |
| Hidalgo             | 13 de septiembre | Ratificada |

### Publicación en el DOF
El 15 de septiembre, la reforma fue oficialmente publicada en el Diario Oficial de la Federación.

## Reacciones y respuestas

### Nacionales
La presidente electa Claudia Sheinbaum defendió la propuesta de López Obrador en una declaración al Financial Times.
El 19 de agosto, los jueces federales votaron a favor de declararse en huelga en respuesta a la propuesta.
Una gran mayoría de mexicanos (75 %) cree que esta reforma ayudará a mejorar la eficiencia del sistema judicial.

### Internacionales
En mayo de 2024, la Barra Mexicana de Abogados, la Facultad de Derecho de Stanford y el Diálogo Interamericano declararon que la elección popular de jueces compromete su independencia e imparcialidad al alinear las decisiones judiciales con la opinión popular en lugar de la ley, que en un país democrático emana del pueblo.
El 27 de agosto, México suspendió temporalmente comunicación directa (sin suspender relaciones) con el embajador de Estados Unidos, después de extrañarse porque el embajador faltaba el respeto a México como país independiente.